# Callicebus melanochir
El tití costero de manos negras (Callicebus melanochir) es una especie de primate platirrino endémico de Brasil.

## Distribución y hábitat
Callicebus melanochir habita en los bosques costeros de Brasil, sobre el océano Atlántico entre la margen derecha del río Paraguaçu en el estado de Bahía y la rivera izquierda del río Mucur al norte de Espírito Santo. Vive en pequeños grupos familiares con un rango de 22 a 24 ha y se desplazan diariamente alrededor de 1 kilómetro.

## Dieta
Su dieta se compone principalmente de las partes pulpas de las frutas, semillas y hojas tiernas. Un grupo estudiado en la reserva Serra do Teimoso, Jussari, era principalmente frugívoro en un 90%, la cual complementaba con hojas, flores y otros vegetales.

## Conservación
En la Lista Roja de la UICN se considera como especie vulnerable por una caída en la población mayor al 30% en las últimas tres generaciones (24 años), a causa de la destrucción de su hábitat y la intensa fragmentación del mismo.